# Tirón
Tirón – rzeka o długości 65 km w północnej Hiszpanii (regiony Kastylia i León oraz La Rioja), lewy dopływ Ebro. Wypływa z trzech źródeł z Tres Aguas w paśmie Sierra de la Demanda (część Gór Iberyjskich) 5 km od Fresneda de la Sierra Tirón. Płynie stamtąd najpierw w kierunku północno-zachodnim, a potem północno-wschodnim. Uchodzi do Ebro na północny wschód od Haro. Na jeziorze istnieje długi na 1500 m i szeroki na 200 m zbiornik retencyjny obok Leiva, chroniący niżej położone tereny przed zalaniem. Jest to również dobry teren na połowy ryb. Tirón dał także nazwę miejscowościom Cuzcurrita de Río Tirón i Cerezo de Río Tirón. Najważniejszym dopływem jest krótsza zaledwie o kilometr rzeka Oja. W kwietniu 2015 roku na rzece w Herramélluri rozpoczęto prace zabezpieczające przed erozją brzegu, warte 221 tysięcy euro.